# Ofensiva de Mayadin (2017)
 La ofensiva de Mayadin de 2017 fue una ofensiva militar lanzada por el Ejército Árabe Sirio contra miembros del Estado Islámico de Irak y el Levante (EIIL) en la Gobernación de Deir ez-Zor, luego de la ruptura del sitio de tres años en la ciudad de Deir ez-Zor. La ofensiva de Mayadin, dirigida por las tropas del ejército sirio, se llevó a cabo con el objetivo de capturar la nueva capital de facto de EIIL, Mayadin, y asegurar las aldeas y pueblos a su alrededor.
La ofensiva coincidió con la campaña de Raqqa llevada a cabo por las Fuerzas Democráticas Sirias (SDF, por sus siglas en inglés) contra la antigua capital y fortaleza de facto de EIIL en Siria, así como la campaña Anbar de Occidente en Irak. 

## La ofensiva
El ejército sirio avanzó a menos de 10 kilómetros del bastión de Mayadin del EIIL el 4 de octubre. Al mismo tiempo, el grupo de monitoreo pro oposición Observatorio Sirio para los Derechos Humanos afirmó que los ataques aéreos rusos o sirios mataron a entre 38 y 67 civiles que cruzaban el Éufrates en barco cerca de Mayadin. Al día siguiente, la Guardia Republicana, la 4.ª División Mecanizada y la 5.ª Legión hicieron avances más estables, colocándolos a menos de seis kilómetros de la ciudad.
Los soldados sirios entraron a la ciudad el 6 de octubre desde el oeste.  Al día siguiente, las fuentes gubernamentales afirmaron que aproximadamente la mitad de Mayadin fue tomada por el ejército sirio, mientras que el aeropuerto también fue capturado.  A lo largo del día, una ola de ataques aéreos rusos contra posiciones del EIIL cerca de Mayadin y cerca de la frontera iraquí mataron a 180 militantes del EIIL, incluidos una gran cantidad de combatientes extranjeros.  Para el 8 de octubre, las fuerzas del EIIL estaban rodeadas dentro de la ciudad. Sin embargo, al día siguiente, un contraataque del EIIL logró hacer retroceder a las tropas del ejército sirio de Mayadin, con 38 soldados muertos.
El 10 de octubre de 2017, los combates comenzaron en los suburbios en preparación para asaltar la ciudad, según una fuente que citó a SANA.  El 11 de octubre, el ejército sirio comenzó a rodear a Mayadin, con la ciudad rodeada al día siguiente.  El Ejército sirio luego empujó en la parte oeste y norte de la ciudad, capturando cuatro barrios.
El 14 de octubre de 2017, el ejército sirio capturó la ciudad de Mayadin.  Al día siguiente, las fuerzas Tigre atravesaron gran parte del territorio rural de Mayadin e hicieron avances hacia la ciudad de Al-Asharah , llegando a sus alrededores.  Para el 17 de octubre, todas las tierras sitiadas entre Deir ez-Zor y Mayadin a lo largo del Éufrates fueron capturadas por las Fuerzas Tigre.

## Consecuencias
Para el 20 de octubre, el ejército sirio había cruzado el Éufrates, capturando la aldea de Zeban, unas horas más tarde llegando a las afueras del complejo del yacimiento petrolífero de Al-Omar, el más grande en Siria, que en la era anterior a la guerra contribuía a una cuarta parte de la producción de petróleo de Siria. En un movimiento sorpresa, los combatientes de EIIL que defendían el campo petrolífero Al-Omar, desertaron a las SDF el 22 de octubre.  Durante el mismo día, el ejército sirio avanzó hacia el sur desde Mayadin, capturando la ciudad de Al-Quriyah.